# Halo:Reach
『ヘイロー：リーチ』（Halo:Reach）はマイクロソフトより発売されたXbox 360用のゲームソフトである。過去作と同様に開発はバンジースタジオであり、本作がバンジーが制作する最後のHALOとなる。
本作は『Halo Wars』と同様に、マスター・チーフを主人公とする「オリジナル・トリロジー」の過去を舞台とした作品になるが、この戦争の物語自体は小説『Halo: The Fall of Reach』で語られているため、プレイヤーはあらかじめ物語の結末を知った状態でプレイすることになる。
日本語版キャッチコピーは「あなたは、この悲劇を忘れてはならない」。また、ギネス世界記録が発表した「最も素晴らしいゲームエンディング TOP50」の2012年ランキング第2位に選ばれている。

## 概要

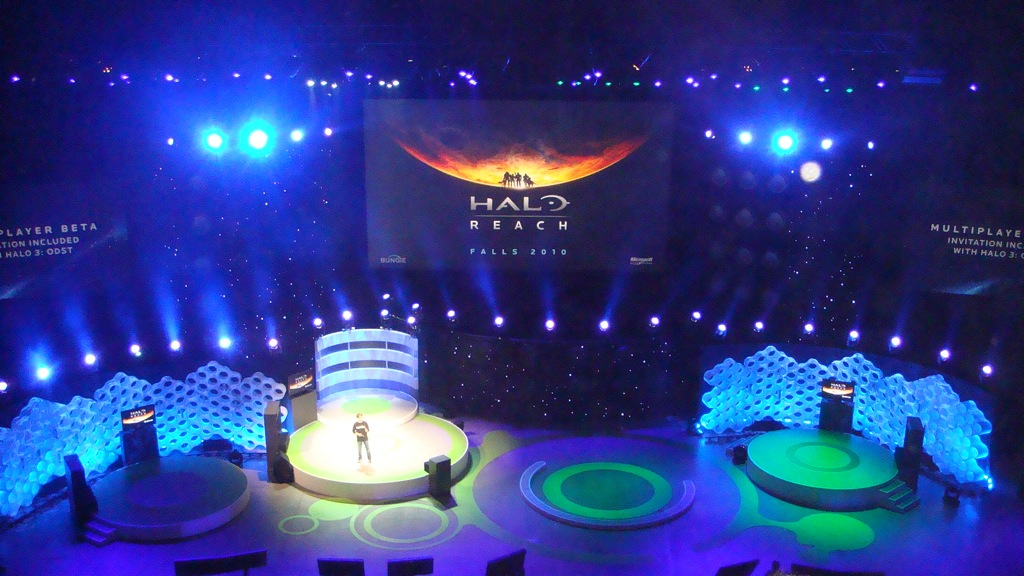
2009年のE3におけるイベント

シリーズ1作目『Halo: Combat Evolved』より前の出来事を描いたスピンオフ作品。『Halo 3: ODST』から約1年後の発売となるが、本作はグラフィックやゲーム・システムに大規模なアップグレードを施している。主人公の性別や容姿などは変更可能。
最大4人でキャンペーン・モードを遊ぶことができ、これまでの作品では限定的であった「環境物の破壊」（建物や障害物など）が強化されたほか、AIの制御数も増加し、最大15名の味方と30体前後の敵キャラクターを同時に制御することが可能になっている。また兵器のデザインなどのグラフィックは、旧作よりもよりリアリスティックな物になっている。
加えて、『Halo 3』で好評だった、ゲームのリプレイを三人称視点で好きなカメラアングルから観賞できるシアターモード、スクリーンショット機能、マルチプレイヤーマップを編集できるForgeモードなども搭載されている。
そのほか新要素として、敵の背後に忍び寄る「暗殺」アクションや、特殊能力を選択できる「アーマー・アビリティ」（後述）、宇宙戦闘機セイバーを操縦してコヴナント艦隊と戦闘するフライトシューティング的なシークエンスも登場する。
今作のキャンペーン・モードはチームを中心とした物語になっており、過去作品よりもキャラクター性に重点を置いている。

## あらすじ
26世紀。人類は多種族のエイリアンからなる連合軍「コヴナント」と遭遇し、一方的な侵略を受け全面戦争に突入する。人類の科学テクノロジーはコヴナントに大きく遅れをとっており、大規模な戦闘が発生する度に敗北を重ねてきた。そのためUNSC（国連宇宙コマンド）のコール司令は、地球の位置を隠蔽するため「民間の貨物船であろうと、いかなる艦艇も地球へ向かってはならない」という「コール条約」を制定させる。
それゆえに植民地惑星で最も開発されていた「惑星リーチ」がUNSCの最高司令部（そして最終防衛線）となるが、惑星リーチが人類史上最も壮絶かつ、最も悲惨な戦場になる運命は明白であった。
コヴナントの侵攻が始まろうとする中、リーチ防衛を任されたスパルタン部隊の1つ「ノーブルチーム」に補充兵が送られる。その兵士の識別ナンバーは、「ノーブル・シックス」。

## キャラクター

### ノーブルチーム
ノーブル・シックス(ローンウルフ) - S-312
声- 遠藤大智 / 田中晶子
プレイヤーの分身となるキャラクター。階級は大尉。
アーマーは補給庫でのカスタマイズによって変化。また性別を変更する事ができる。
スパルタンIIIながらもIIに匹敵する程の戦闘能力をもつと評される兵士。過去に反乱軍殲滅の実績をもつ。
なおノーブル・シックスに限ったことではないが、通信時にはスパルタンのことを頭文字Sのフォネティックコードである「シエラ」と呼称している。
UNSCのとある極秘プログラムに関与していた為、当初は他スパルタン以上にその素顔は謎に包まれていた。
このプログラムとは当時極秘であったセイバー基地の建設・運用計画のことであり、中盤にてキャットにより明かされる。その後のアッパーカット作戦でもパイロットとして参加。
途中編入された身ではあるが、次第にノーブルチームのメンバーらと結束、彼らと運命を共にすることとなる。
破壊されていくリーチ、そしてチームメイト達の最期を見届けた後、最終盤でとある決断を下すことになる。
補給庫では日本声優だがファイアファイトでは米国声優になる。
カーター - S-259
声- 森川智之
識別コード：ノーブル・ワン。
ノーブルチームのリーダーを務めるスパルタンIII。階級は中佐。
生まれながらのリーダーと称され、高いカリスマ性とリーダーシップを発揮する。そのため、リーダーとしてノーブルチームから全面的な信頼を得ている。
ブルーを基調としたアーマーに身を包み、戦闘では主にDMRを使用する。
終盤、戦艦オータムへと向かうため自らペリカンを操縦するも、敵バンシーの激しい追撃により重傷を負ってしまう。
最期はオータムへと向かうチームメイトを無事送り届けるため、立ちはだかるスカラベに特攻。
ファイアファイトモードでプレイヤーボイスとして使用可能。
作戦内容などでキャット（ツー）と討論を交わすものの、結果はいつも負けらしい。
キャット - S-320
声- 朴璐美
識別コード：ノーブル・ツー。
スパルタンIIIであり、階級は少佐。
卓越した暗号解析能力と優れた戦術的頭脳をもち、優秀な戦術家でもあるチームの紅一点。
しかし時に任務内容を外れ深入りしすぎる気があり、上層部でも問題となっているようである。
過去の戦闘において右腕を負傷しており（この戦闘において前任のシックスも戦死している）、現在では義腕を装着しているが、その戦闘能力は衰えを見せない。
エミール曰く「怖い女」。ジョージ曰く、カーターよりも「一枚上手」。カーターとは以前の部隊から共に戦い生き抜いてきた仲であり、気があうようだ。
ニューアレクサンドリアでの作戦直後、コヴナントによるガラス化攻撃を受けて核シェルターへ脱出中、降下艇で接近していたエリートにより後頭部を狙撃され、死亡する。
ファイアファイトモードでプレイヤーボイスとして使用可能。
ジュン - S-266
声- 遊佐浩二
識別コード：ノーブル・スリー。
プレッシャーに強く、スパルタンの中でも特に狙撃技術に長ける優秀なスナイパー。階級は准尉。
任務中外問わず口が多く、ときにおどけた態度を示すが、その中には有益な情報も多いため現場では黙認されているようである。
ヘルメットを脱いだ素顔はスキンヘッドで、側頭部には刺青を施している。
パッケージ受領後、ハルゼイ博士を護送するためチームとは別行動を取ることになる。ゲーム内ではその後の行方は明らかにされておらず、チーム中唯一安否が不明なスパルタンとなっていた。
しかし彼は生存しており、コヴナント戦争後にロックハート・ステーションで当時ODSTの隊員で戦傷により入院中だったサラ・パーマーをSPARTAN-Ⅳに参加するよう勧誘しており、また訓練生への指導も行っていた。
この際ノーブルチームでの体験を受けてか「君たちのチームは自分ひとりの栄光のために犠牲を選んではならない」との言葉を伝えている。
ファイアファイトモードでプレイヤーボイスとして使用可能。
エミール - S-239
声- 乃村健次
識別コード：ノーブル・フォー。
階級は准尉。粗野な言葉遣いと戦場での過度な大胆さを併せ持つ荒くれ者。
その言動からときにチームメイトとも衝突しかねるが、チームからは信頼されており、またエミール自身もチームに信頼を置いている。ただし、スパルタン以外との連携は得意ではないようだ。
EVAヘルメット前面に厳つい髑髏マークを施しており、右肩には巨大なククリを装着している。戦闘では主にショットガンを愛用。
チーム中で彼のみヘルメットを脱ぐシーンが無い（ある場面で僅かながら素顔を見ることはできる）。
リーチ攻防戦終盤、チームと共に戦艦オータムに到達後、パッケージ受渡し地点確保のため離脱、シックスに別れを告げる。
その後、敵降下艇をマスドライバーによって次々と撃墜し続けていくも、遂に降下を許したエリートのエナジーソードによって腹部を貫かれてしまう。
が、最期の力でエリートの首元をククリで貫き、道連れにすることでマスドライバーの破壊を防いだ。
ファイアファイトモードでプレイヤーボイスとして使用可能。
ジョージ - S-052
声- 石井康嗣
識別コード：ノーブル・ファイブ。
チーム内唯一のスパルタンIIであり、戦歴30年を誇る超ベテラン兵士。階級は上級准尉。
スパルタンの中でも身体能力に恵まれており、ヘビーマシンガンを軽快に扱いフル装備のスパルタンを安々と持ち上げる。
出身は惑星リーチであるため、リーチ語が堪能。コヴナントの侵攻から故郷を守る事に人一倍献身しようとする。
最後の任務となるアッパーカット作戦成就直前、肝心のスリップスペースドライブの自動起爆装置が故障してしまう。
故郷リーチへの恩返しとして、自分が手動起爆を行うためにも艦内に残るとシックスに告げ、脱出させる。
そして故郷を眼下に望みつつ、コヴナントの超巨大空母とその運命を共にした。
ファイアファイトモードでプレイヤーボイスとして使用可能。

### その他
アーバン・ホランド
声 - 長克巳
UNSCの大佐。司令部としてノーブルチームに命令を下す。
アンティードット
声 - 東條加那子
UNSCのA.I.プログラム。ノーブルチームに解析情報を提供する等の支援を行う。
ファイアファイトモードでプレイヤーボイスとして使用可能。
キャサリン・エリザベス・ハルゼイ博士
このシリーズの多彩な重要物、重要人物と繋がる天才科学者。スパルタンⅡの母。リーチ地下で古代文明の遺跡を調査しており、そこからパンドラの箱とも言える異物（惑星HALO）の存在を突き止める。
ジュン - S-266と共にキャッスル･ベースに行き、約1ヶ月半ほど身を潜める。その後マスターチーフ（ジョン） - S-117と共に惑星リーチを脱出する（その際、ジュン - S-266の姿は無い）。
本作のリミテッド・エディションを購入すると、彼女の知識が詰まった分厚いノートブックが付属する。
バック・エドワード
『Halo 3: ODST』からのゲスト出演。第11ODST部隊所属で、コヴナントの攻撃により崩落したビルに取り残された部下を救出するため、ファルコンに搭乗。
偶然居合わせたノーブル・シックスに護衛を要請してくる。
ファイアファイトモードでプレイヤーボイスとして使用可能。
ジョンソン上級軍曹
シリーズお馴染のタフガイ。リーチ攻防戦に参加しており、ゲーム中では声のみを聞くことが出来る。
ファイアファイトモードでプレイヤーボイスとして使用可能。
マスターチーフ（ジョン） - S-117
トリロジーの主人公。惑星リーチ陥落時最後まで生き残っていたスパルタンとして登場。
とある場面ではその姿を一瞬ながらも見ることができる。
ファイアファイトモードでプレイヤーボイスとして使用可能。
ノーブル・シックス（先代）トム - S-293
プレイヤーが操作することになる「ノーブル・シックス」の前身のスパルタン。
本編開始時には既に戦死しており、カーターとキャットはそれぞれ自らに責任があると感じていた。
ゲーム中には一切登場せず、設定のみの存在である 。

## 敵対種族
敵歩兵として、戦闘を行うもしくはサポートする種族のみ明記。
今作では、同種族内でも歩兵や特技兵など、階級や役割などによる区分がなされている。
グラント族（Grunts）
シリーズ恒例のいわゆる雑魚敵。今作では人類の言語を話すことはない。
しかし、自爆攻撃や居眠り、そしてグラントバースデイのスカルは健在。
彼らを倒すと偶に背負っているメタンガス入りの生命維持装置が分離し、ガスを噴出した後小爆発を起こす。
- グラント マイナー

一般的なグラント。相変わらずヘッドショットが非常に有効。
- グラント特技兵

ガスマスクのようなフェイスヘルメットが特徴。
防御力は通常のグラントと変わらないものの、ロッドガンやプラズマランチャーといった強力な重火器を使用する。
- グラント ヒーロー

白色のボディアーマーと顔全体を覆い隠す特徴的なマスクを装備したグラント。
ヘッドショットで倒す場合、マスクを剥がさなければならないため二発必要。
エリート族（Elites）
スパルタンをも上回る体格と、高度な知能をもった誇り高き種族。また、シールド機能をもつアーマーを装備している。
惑星リーチ攻防戦ではコヴナント同盟軍の主力戦力として活躍する。
モーショントラッカーでプレイヤーの動きを察知し、近接されれば高い身体能力を生かした回し蹴りなどを繰り出す。
またニードルライフルやプラズマリピーターなど多様な武器を扱い、アーマーアビリティも使用する。
- エリート マイナー

青味を帯びたアーマーに身を包んだエリート。特筆すべき特徴はなく、シールド強度も低め。
- エリート オフィサー

橙味を帯びたアーマーに角付きのアーマー。ややシールド強度が強い。
- エリート レンジャー

白いアーマーにフルフェイスのヘルメットを装備したエリート。
主に背面のジェットパックを用いた強襲を行う。また、フォーカスライフルを用いた狙撃や宇宙空間での戦闘も担っているようだ。
シールドの強度はやや低い。
- エリート スペックオプス

流線型のヘルメットが特徴的なエリート。アクティブカモフラージュを用いたステルス攻撃を行う。
シールド強度がとても低く、ステルス機能も完全な透明ではないものの、エナジーソードを持った個体には注意が必要。
- エリート ウルトラ

白いアーマーに身を包んだエリート。
シールド強度が高く、アーマーロックを使用するなど上記のエリートらに比べ防御力が非常に高い。
また、使用する武器も特に多様であり、プラズマライフルの2丁持ちやコンカッションライフルでの攻撃を行う個体も存在する。
身体能力も高いようで、背面の敵には強烈な回し蹴りを食らわせる。
その上序盤から場所を問わず登場するため、高難易度になると大きな障害となりえる強敵。
- エリート ゼロット

ワインレッドのアーマーと2本の角が特徴。
シールド強度はウルトラをも上回り、戦闘能力も高い。しかし、純粋な戦闘ではなく要人暗殺や破壊工作などの特殊任務を主とする。
- エリート ジェネラル

対峙するエリート中最強の戦闘能力を誇る戦士達。金色のアーマーを装備し、主に重火器を使用する。
ジャッカル
円形のエネルギーシールドを装備する鳥類のような敵。
スカーミシャとは同じキグヤー（Kig-yar）という種族であり、ジャッカルは雌個体とされている。
- ジャッカル マイナー

一般的なジャッカル。今作ではシールドに空いている穴が1つに減っている。
- ジャッカル ヒーロー

ニードルライフルやフォーカスライフルを用いた狙撃を行う。シールドは装備していない。
スカーミシャ
キグヤーの雄個体。雌であるジャッカルと異なり身体が比較的大きく、太い脚部と後頭部に生えた鋭い体毛が特徴。
非常に動きが俊敏であり、接近すれば瞬時にプレイヤーの視覚外へと移動する。また、発達した脚部による跳躍力は凄まじく、崖や塀に簡単に跳び乗ることが可能。
原因は不明であるが、彼らは惑星Reach攻防戦で絶滅している。
- スカーミシャ マイナー

一般的なスカーミシャ。両手に超小型のエネルギーシールドを装着した個体も存在。
動きこそ非常に俊敏であるが、頭を防護していないため防御力は低い。
- スカーミシャ 特技兵

黄色味を帯びたアーマーを装着したスカーミシャ。ホログラムを用いた陽動を行ってくる。
ブルート
ゴリラのような姿をした獰猛で野蛮な種族。市街地へ多く投入された。
惑星Reach攻防戦当時では彼らの多くはアーマーを装備しておらず、ほとんど裸で戦闘を行っている。
ニードラーやニードルライフルによる爆発攻撃に非常に弱く、後者では3発程度で爆発を起こす。
- ブルート マイナー

青いヘルメットを被ったブルートの歩兵。ヘッドショットで倒す場合には2発必要。
- ブルート リーダー

金色のアーマーに身を包んだブルート。しかしシールド機能はついておらず、防御力は変わっていない。
ニードル攻撃による爆発に非常に弱い彼らだが、撃ち込まれると即座にアーマーロックを発動するなど一応対策はしているようである。
- ブルート チーフテン

巨大な頭飾りを被り凶悪な表情をした格上のブルート。グラビティハンマーかロッドガンを使用する。
ドローン
虫型種族。今回では主に待ち伏せやトラップとして登場する。
ハンター
レクゴロというミミズ状の生物が集まってできた集合体。エリート族にのみ協力する。
今作でも各所に関門として登場するが、その戦闘力は上昇している。
エンジニア
過去に繁栄した高度な知恵をもつ種族、フォアランナーによって生み出された人工生命体。
周囲の生物にシールドを付与する能力をもつため、コヴナントによって利用されている。
『Halo 3: ODST』にも登場。

## ミッション
1.ノーブルアクチュアル：Noble Actual
通信中継ステーションとの通信が途絶えた、時同じくして加入したノーブル・シックスと共にノーブルチームが調査へ向かう。シリーズ恒例だが、最初のステージはムービーのみである。
2.ウィンター非常事態：Winter Contingency
中継ステーションへ向かう道中、チームは本来そこにいてはならない「彼ら」と接触する。遂にコヴナントがリーチへ到達したのだった。
3.ONIソード基地：ONI Sword Base
ウィンター非常事態が発令され、臨戦体制となった惑星リーチ。ノーブルチームはONIの重要施設をコヴナントの攻撃から防衛する。
4.ナイトフォール：Nightfall
敵地からの大規模な妨害電波が確認された。妨害電波の発生源を突き止め、敵戦力を確認するため、シックスとジュンは敵陣へ潜入する。
5.フロントライン：Front line（原題：ティップ・オブ・ザ・スピアー：Tip of The Spear）
偵察の結果、各所で大規模なコヴナントの先遣隊が発見された。ついに惑星リーチ攻防戦が開戦する。
ノーブルチームは敵対空砲を破壊し、コヴナントの巨大通信施設へ侵攻する。
6.アウタースペース：Outerspace（原題：ロングナイト・オブ・ソラス：Long Night of Solace）
突如上空に現れたコヴナントの超巨大空母。キャットの提案から、空母破壊のための驚くべき作戦が実行される。
その作戦名はアッパーカット。軌道上のコルベット艦の制御を奪い、スリップスペースドライブを詰んだ上で巨大空母への爆弾として使用するため、シックス達はセイバーで宇宙へと飛び立つ。
7.エクソダス：Exodus
アッパーカット作戦は多大な犠牲を払いながらも成功を収めるも、直後にコヴナントの大規模艦隊が来襲する。
一人チームから逸れたノーブル・シックスはUNSC軍と合流、コヴナントの攻撃を受ける街で海兵隊やODST達と協力し、生き残った市民を脱出させる為に宇宙港を攻撃するコルベット艦の迎撃へ向かう。
8.ニューアレクサンドリア：New Alexandria
ようやくチームと合流したシックス。壊滅寸前の高層ビル街、ニューアレクサンドリアでの作戦をファルコンで上空から支援する。
9.パッケージ：The Package
敗走を重ねるUNSC軍、焦土となっていく惑星リーチ。そんな中、ノーブルチームにとある作戦命令が下される。
ノーブルチームは敵支配下となったONIソード基地に侵入し、とある人物からパッケージを確保する。
10.戦艦オータム：The Pillar of Autumn（ザ・ピラー・オブ・オータム）
受け取ったパッケージを届ける為、コヴナントの占領下と化した中を突っ切るノーブルチーム。行き先は、戦艦ピラー・オブ・オータム。
エピローグ、ローンウルフ：Lone Wolf
無事にリーチを脱出した戦艦オータム。コヴナント艦隊から追撃を受ける最中に環状惑星HALOを発見し上陸を試みる。

## ゲームプレイ

### マルチプレイヤー
Xbox Live、システムリンク、画面分割に対応する。
スパルタンとエリートの差別化
従来は同性能であったスパルタン（人類側兵士）とエリート（コブナント軍兵士）の性能を差別化した。
エリートはより巨躯に、より俊敏になる。また、ライフパックを取らなくても体力が自動で回復する。
アーマー・アビリティ
最大の変更点として、アーマー・アビリティの採用がある。
特殊能力から任意の一つを選べ、時間によって回復するゲージの限り能力を使用できる。
- アーマーロック

拳を地面に突き立て、体全体にシールドを放出し、一切の攻撃を受け付けなくなる。解除した時に周囲にいるプレイヤーのシールドを消滅させる。ただし、使用中は行動できない。
- ジェットパック

背面に装備したジェットで自由に飛行できる。
- アクティブカモフラージュ

光学迷彩で透明になり、周囲のレーダーにジャミングをかける。ただし使用中は環境音が聴こえなくなる。また、移動や攻撃によって効果は薄れる。
- スプリント

高速で走る。使用中は攻撃ができない。発動中にジャンプするとやや飛距離が伸びる。
- ドロップシールド

Halo 3の『バブルシールド』に似た半球状のシールドを設置し、範囲内にいる間は徐々に体力を回復する。
- ホログラム

自分の分身を前方に投影する。
- エスケープ

前転による緊急回避を行う。前後左右の方向で使用可能。
一部のモードでスパルタンも使用可能となる。
また、今作では復活時に武器やアーマー・アビリティを選択できる。

## 登場兵器

### 人類の火器
コンバット・ナイフ：Combat Knife
今作より導入された暗殺アクションの際に、UNSC側のみ使用される。
M6Gハンドガン ： M6G Personal Defence Weapon System
ズーム機能を持った拳銃。
M45タクティカル・ショットガン：M45 Tactical Shotgun
これまでのシリーズに登場したM90ショットガンとよく似ている。近距離戦闘において最強の武器。近距離で使用すれば、エリートのシールドは2～3発で剥がれる。シールドのない敵に対してはほぼ一撃で倒せる。
M319グレネード・ランチャー：M319 Individual Grenade Launcher
単発式のグレネード・ランチャー。
シリーズ初登場となる、通常時は撃ちっぱなしとして使えるほか、発射後のトリガーを引いたままにすると弾頭の爆発を留め、離すと起爆するというコントロールが可能。
その際、EMP効果が発生し近くにいる敵のシールドを剥いだり、車両を一時動作不能にすることができる。
容姿・構造がM79グレネードランチャーと酷似している。
M329 ディジグネイテッド・マークスマン・ライフル：M392 Designated Marksman Rifle
通称DMR。単発式の半自動ライフル。ズームスコープを備える。あらゆる状況に対応できる。対物ライフルなので敵の車両にもダメージがある。連射するとブレが生じ、サイトに目標が入っていても、当たる確率が下がる。ゲーム中では単発のみだが、シアターモードなどでセレクターに「AUTO」（連発）のポジションが確認できる。
MA37インディヴィデュアル・コンバット・ウェポンシステム：MA37 Individual Combat Weapon System
これまでのシリーズに登場したMA5アサルトライフルと酷似している。海兵隊員らの主力装備。しゃがんで刻み撃ちをすればそれなりに遠くまで弾が飛ぶ。
スナイパーライフル システム99アンチ＝マテリアル：Sniper Rifle System 99 Anti-Matériel
従来のスナイパー・ライフルと似ているが、アンチマテリアル（対物）の名称どおり車両にもダメージを与えられる。

### コヴナントの火器
エナジーソード

グラビティハンマー

スパイカー：Spike Rifle
スパイクライフルとも呼ばれるネイルガン。
プラズマピストル
プラズマガンとも呼ばれる。
プラズマライフル
エリート族の主力武器。
シェイドターレット：Shade Turret
コヴナントの銃座。高い連射力をもつプラズマ砲。
ニードルライフル：Needle Rifle
爆裂式の針を発射する武器。
ニードラー：Needler
シリーズ恒例の誘導式ニードル発射機。
燃料ロッドガン：Fuel Rod Gun
コヴナントの対物砲。
タイラント：Tyrant
コヴナントの対空砲、高射砲塔。武器というよりは建造物、陣地である。
コンカッション・ライフル：Concussion Rifle
着弾時に衝撃波を発生させる対物ライフル。
プラズマリピーター：Plasma Repeater
更に発射レートの高いプラズマライフル。オーバーヒートもしやすい。
プラズマキャノン：Plasma Cannon
陣地などに設置されている重火器。
プラズマランチャー：Plasma Launcher
コヴナントの対戦車武器。最大で4発のプラズマを同時発射することが可能で、特に戦車クラスの重車両に高い効果を発揮する。また、歩兵や航空機にもロックオンが可能な為、実質目標を選ばない柔軟な運用が可能である。
フォーカスライフル：Focus rifle
レーザーを照射し続けるタイプのレーザーライフル。狙撃銃としての運用が可能な威力と射程を持つが、前述のとおりレーザーが射手の居場所を示してしまう為、使用時には注意が必要。

### 人類の車両など
アンカー・ナイン宇宙ステーション：Anchor 9
UNSCの宇宙ステーション。アッパーカット作戦の基点となった。
C709ロングソード級インターセプター：C709 Longsword-class Interceptor
このゲームシリーズ全てに登場しているUNSCの汎用宇宙戦闘機。本作では遂に取扱説明書に記載されるまでに到ったが、結局宇宙戦闘はセイバーに奪われ、以前のシリーズほどの登場機会も与えられなかった。
ハルシオン級巡洋艦：Halcyon-class Cruiser
UNSCの巡洋艦。シリーズ1作目で登場した「オータム」もこれに該当する。ただし、過去作品との整合性もあり、オータムのみ「戦艦」と呼ばれる。
マラソン級巡洋艦：Marathon-class Cruiser
UNSCの主力艦。名前のマラソンは、バンジースタジオが過去に発売していたゲームシリーズ名に因むと考えられる。
ワートホグ：M12 Light Reconnaissance Vehicleedit
UNSCで最も一般的な車両。ガウス・キャノンやミサイル・ランチャーを搭載したバリエーションも存在する。
マングース：M274 Ultra-Light All-Terrain Vehicle
高機動の偵察用4輪バギー。
スコーピオン：M808B Main Battle Tank
UNSCの主力戦車。相変わらず凄まじい攻撃能力をもつが、今作ではあまり出番がない。
YSS-1000 セイバー：Sabre
UNSCの宇宙戦闘機。専用の発射場からの発進を行う。そのため、通常滑走からの大気圏離脱が可能なロングソード戦闘機とは異なり、惑星及び軌道ステーションの防衛に特化した機体と考えられる。E3の予告編にて、この戦闘機を用いたスペース・コンバット・シーケンスが披露された。『Halo 2』のボーナスDVDには「ストライク・ファイター」という未使用の戦闘機のアートが収録されており、このセイバーと大変よく似ている。
武装は2連装の機関砲とメデューザ・ミサイルである。機体を防護するエネルギー・シールドを装備し、良好な機動性を持つため生存率は非常に高い。アッパーカット作戦では3～4機の友軍機が同行するが、最高難度でもほとんど生き残るほどである。
ファルコン：UH-144 Falcon
4～5名の人員を輸送できるヘリコプター。ゲーム中でもノーブルチームの運送に度々用いられる。
ヘリコプターという現代でも馴染み深い乗り物だが、エンジン始動から離陸までの時間が非常に短い。武装は機首下部の機関砲1基とドアサイドに1基ずつの機関銃座（または機関砲やグレネードランチャー）をもつ。マルチプレイでは機首下部（パイロット用）の機関砲が省かれている。
UNSC イージス・フェイト：UNSC Aegis Fate FFG-307
UNSCのフリゲート。イプシロン・エリダニ防衛艦隊に所属している。『Halo 3』にも登場しており、リーチの戦いでは生き残ったものと考えられている。
UNSC サバンナ：UNSC Savannah　　
UNSCのフリゲート。イプシロン・エリダニ防衛艦隊に所属している。
アッパーカット作戦に使用する爆弾として、自艦のスリップスペースドライブを提供。
その後コルベット制圧の支援を行うも、離脱直前に撃墜される。
UNSC グラフトン UNSC Grafton FFG-318
UNSCのフリゲート。ノーブルチームによりシールドが無力化されたスパイア（通信施設）を砲撃、破壊するが、直後にクローキングを解除し姿を現した超巨大空母の砲撃を受け撃沈。
UNSC コモンウェルス：UNSC Commonwealth
UNSCのフリゲート。リーチ以前の戦いで損傷し、退役した。現在は惑星リーチの解体施設にて解体作業中。

### コヴナントの乗り物など
CSO級コヴナント・スーパーキャリアー：Covenant supercarrier
名称の通りコヴナントの宇宙航空母艦。全長28.960km。全幅11.447km。全高3.563km。
コヴナントでは大量配備されており、アッパーカット作戦直後にリーチ侵攻艦隊「スペキュラー・ジャスティス」に所属する多数の同級艦が軌道上へ出現。リーチを防衛するUNSC海軍イプシロン座エリダヌス星系防衛艦隊と壮絶な死闘を繰り広げた。
ロングナイト・オブ・ソラス：Long Night of Solace
最初にリーチへ到達したスーパーキャリアー（上記参照）の1隻。アッパーカット作戦の標的。
乗っ取ったSDV級重コルベットで至近距離まで運び込んだ、スリップスペース機関を転用した爆弾で船体中央を吹き飛ばされ撃沈された。
侵攻艦隊の旗艦と思われていたが実際は偵察艦隊であり、同艦からの情報により侵攻軍本艦隊がリーチの低軌道上へ直接スリップスペース航法で侵入。軌道防衛網を無力化した。
SDV級重コルベット：Covenant Corvette
コヴナントのコルベット級戦闘艦。コヴナントのスペースシップとしては最も小型でエネルギー・シールドも装備していないが、サイズは人類のフリゲート級を上回る。速力や戦闘能力は高く、たった1隻でUNSCのソード基地を窮地に陥れ、さらにはアッパーカット作戦時に攻撃を仕掛けてきたフリゲート級サバンナを返り討ちにした。
レヴナント：Revenant
コヴナントの自走迫撃砲。ゴースト並みの高い機動性を持ち、大火力ではない程度の迫撃砲を搭載している。
操縦席などは無防備で、耐久性はさほど高くない。
バンシー ： Banshee
シリーズ恒例の戦闘機。今作では宇宙間戦闘仕様のものも登場した。装甲は薄い。
セラフ ： Seraph
コヴナントの戦闘機。エネルギーシールドを持ち、攻守共に優れたスペックを持つ。
ファントム ： Phantom
コヴナントの汎用ガンシップ。地上にて歩兵を降下させる他、赤いカラーリングが施された宇宙間仕様のものも登場。
破壊することが可能。
ゴースト ： Ghost
コヴナントの小型ビークル。高い操作性と速力を持つが、操縦席は無防備で機体自体も堅くはない。
特に側部に付いているモジュールが弱点となっている。
レイス ： Wraith
コヴナントの自走迫撃砲。高威力の迫撃砲と重装甲を併せ持つ。